# Pickerington
Pickerington est une ville des comtés de Fairfield et de Franklin, dans l’Ohio, aux États-Unis.